# Xã Washington, Quận Grundy, Missouri
Xã Washington (tiếng Anh: Washington Township) là một xã thuộc quận Grundy, tiểu bang Missouri, Hoa Kỳ. Năm 2010, dân số của xã này là 114 người.